# コリン・グレゴリー
ジョン・コリン・グレゴリー（John Colin Gregory, 1903年7月28日 - 1959年9月10日）は、イングランド・ヨークシャー州ベバリー出身の男子テニス選手。1929年の全豪選手権男子シングルス優勝者で、同年のウィンブルドン選手権男子ダブルス準優勝もあった。彼は医師であったことから、テニス文献でも Dr. John Colin Gregory （ドクター・ジョン・コリン・グレゴリー）と記載されることが多い。グレゴリーのテニスは、グラウンド・ストロークの強打を最大の武器にした。
彼のフルネームが「ジョン・コリン・グレゴリー」であることから、テニス文献や優勝記録表では「コリン・グレゴリー」（Colin Gregory）と「ジョン・グレゴリー」（John Gregory）が混在していることが多いが、これは同一人物を指している。デビスカップサイトには「コリン・グレゴリー」の名前で登録されており、国際テニス連盟のプロフィールでもこの名前で掲載されている。

## 来歴
グレゴリーはヨークシャー州のテニス・チャンピオンになった後、1926年から男子テニス国別対抗戦・デビスカップのイギリス代表選手に選ばれた。この年からグランドスラム大会にも参加し始め、全仏選手権で3回戦に進み、ウィンブルドン選手権でベスト8に入る。3年後の1929年、グレゴリーはイギリス人選手としてヘンリー・オースチンとともに全豪選手権に遠征した。この年の全豪選手権はアデレードにある「メモリアル・ドライブ・テニスクラブ」で開かれ、決勝戦の相手はリチャード・シュレジンガー（ボブ・シュレジンガーとも呼ばれる）に決まった。シュレジンガーは5年前の1924年にも男子シングルス準優勝があった人である。グレゴリーはシュレジンガーを 6-2, 6-2, 5-7, 7-5 で破り、この大会で男子シングルス優勝を飾った。
全豪選手権で優勝した1929年、彼はウィンブルドン選手権で男子ダブルス準優勝も記録した。パートナーは同じ年のイアン・コリンズ（1903年 - 1975年）と組み、決勝でアメリカペアのウィルマー・アリソン＆ジョン・バン・リン組に 4-6, 7-5, 3-6, 12-10, 4-6 で敗れた。ウィンブルドン選手権では1927年から「シード選手」が導入され、グレゴリーは1929年の男子シングルス「第8シード」として、この制度でシードに選ばれた最初のイギリス人選手になったが、シングルスは4回戦で止まった。
1930年、グレゴリーは全仏選手権とウィンブルドン選手権でシングルスのベスト8に入り、この年を最後に選手生活から身を引いた。1949年から、彼はデビスカップのイギリス代表監督に就任する。1952年のデビスカップ「ヨーロッパゾーン」2回戦で、イギリスがユーゴスラビアと対戦した時、チーム代表選手に故障者が出たため、シングルス第2試合で戦力を使い果たした状態になり、1勝1敗で第3試合のダブルス戦を迎えた。ここで監督のグレゴリーが、22年ぶりのダブルス戦出場に踏み切る。グレゴリーはトニー・モットラムとコンビを組み、ユーゴスラビア代表のヨシップ・パラーダ＆ステファン・ラスロ組を 6-4, 1-6, 9-11, 6-2, 6-2 で破った。この勝利により、イギリス・チームも「3勝2敗」でユーゴスラビアに辛勝する。こうして、ジョン・コリン・グレゴリーは「48歳295日」のデビスカップ最年長勝利記録を残した。全豪選手権の栄冠から、すでに23年の歳月が流れていた。
グレゴリーは1952年までデビスカップ代表監督を務めた後、1955年からウィンブルドン選手権の主催者「オールイングランド・クラブ」の会長に就任したが、1959年9月10日にウィンブルドンの地で急死した。56歳1ヶ月の生涯だった。